# Thái Hạo Vũ
Thái Hạo Vũ (tiếng Trung: 蔡浩宇; bính âm: Cài Hàoyǔ; sinh năm 1987) là một doanh nhân, nhà đầu tư và nhà sản xuất trò chơi. Một trong những đóng góp lớn nhất của ông là một trong những nhà đồng sáng lập và CEO của miHoYo, công ty sản xuất trò chơi điện tử có trụ sở đặt ở Thượng Hải, Trung Quốc. Tạp chí New Fortune của Trung Quốc đã xếp ông Thái hạng 73 trong danh sách 500 người giàu mới trong năm 2022.

## Thời niên thiếu
Thái Hạo Vũ là một nhà kinh doanh và nhà phát triển phần mềm người Trung Quốc, sinh ra vào năm 1987 tại Từ Châu, Sơn Đông, Trung Quốc. Cha mẹ ông là giảng viên chuyên về máy tính và đã khuyến khích ông phát triển năng khiếu về công nghệ từ khi còn nhỏ. Thái Hạo Vũ đã có nhiều thành tích trong lĩnh vực công nghệ từ thời thơ ấu, giành nhiều giải thưởng ở hạng mục hoạt ảnh tại Cuộc thi Máy tính Quốc gia.
Gia đình Thái có truyền thống kinh doanh, và ông đã bắt đầu học cách kinh doanh từ khi còn trẻ. Ông đã bắt đầu bằng việc bán điện thoại không dây và đồng hồ trong thời gian học tập. Sau đó, ông đã kiếm được một khoản lợi nhuận đáng kể trong việc đầu tư chứng khoán trong thời gian học đại học, với số tiền lên tới  ¥300,000 RMB một tháng.
Thái đã theo học tại Trường Tiểu học Tế Nam, trường trung học phổ thông Ngoại ngữ Tế Nam và trường Trung học thực nghiệm Sơn Đông. Vào năm 2005, ông trúng tuyển vào Đại học Giao thông Thượng Hải với tư cách sinh viên cao học chuyên ngành khoa học máy tính và sau đó tốt nghiệp đạt bằng thạc sĩ từ trường.

## Sự nghiệp
Trong thời gian ông học tại Đại học Giao thông Thượng Hải, Thái Hạo Vũ đã có niềm đam mê với văn hóa ACG (truyện tranh, phim hoạt hình và trò chơi điện tử) cùng với hai bạn cùng phòng của mình là Liễu Vĩ và La Vũ Hạo. Năm 2009, cả nhóm đã phát triển các trò chơi điện tử với chủ đề ACG cho dự án tốt nghiệp của mình. Sau đó, Thái bắt đầu phát triển trò chơi riêng của mình - FlyMe2theMoon, và sau hai năm, trò chơi này đã nhận được khoản tài trợ hạt giống đầu tiên. Sau đó, ông đã làm việc cho dự án Học viện Băng Hoại 2 (còn được gọi là Guns Girl Z) với vai trò giám đốc sản xuất.
Với vốn tài trợ 100.000 RMB từ Chương trình Đại bàng của Trung tâm Đổi mới Sáng tạo Thượng Hải, Thái và các bạn cùng phòng của ông đã thành lập công ty miHoYo vào tháng 1 năm 2011, khi họ đang là sinh viên cao học năm hai. Công ty hoạt động theo lối mã nguồn mở, và Thái hiện đang là chủ tịch của công ty. Đến năm 2021, miHoYo đã thu về hơn 10 tỷ nhân dân tệ doanh thu.
Thái được công nhận về khả năng kinh doanh của mình, tờ Chinese Business Strategy ghi nhận "sự suy nghĩ linh hoạt, trách nhiệm trong các quyết định chiến lược kinh doanh và phương pháp quản lý công việc tỉ mỉ" của ông. Vào tháng 5 năm 2022, Thái được liệt kê trong danh sách "Danh sách 500 Tỷ phú năm 2022" do tạp chí New Fortune biên soạn, trong đó ông xếp hạng 73 với giá trị tài sản ròng là 56 tỷ nhân dân tệ. Đáng chú ý, ông là doanh nhân trò chơi điện tử duy nhất xuất hiện trong top 100 của danh sách này.